# Rissing (Cham)
Rissing ist einer von 53 Ortsteilen der Kreisstadt Cham im Landkreis Cham im Regierungsbezirk Oberpfalz in Ostbayern.

## Geographische Lage
Rissing liegt sieben Kilometer südlich des Stadtkerns von Cham, 486 m ü. NN hoch, auf dem Höhenzug des Pfahles. Die exponierte Lage in der überwiegend landwirtschaftlich genutzten Umgebung ist geprägt von harten Wintern mit kalten Ostwinden und häufig heftigen Früh- und Spätsommergewittern von Westen.

## Geschichte
Die Gegend ist seit der Jungsteinzeit besiedelt. Zum Beginn der Metallzeiten wurden zunächst Blei- und Kristallvorkommen ausgebeutet, und zu keltischen Zeiten auch Eisenerz abgebaut. Dessen Verhüttung fielen zur Energiegewinnung große Flächen der nacheiszeitlichen Urwälder zum Opfer, die freigewordenen Flächen wurden land- und viehwirtschaftlich genutzt, und auch zu römischen Zeiten nie wieder aufgeforstet. Es ist anzunehmen, dass die Gegend zu spätrömischer Zeit und während der unruhigen Zeiten der Völkerwanderung gänzlich unbesiedelt war, da archäologische Fundhorizonte erst zur karolingischen Zeit wieder einsetzen. Aus dem Frühmittelalter erhalten geblieben ist beispielsweise der sogenannte Mörderstein, eine mittelalterliche Granitstele die sich 300 m südöstlich von Rissing in Richtung des Leitenfeldes inmitten eines jungsteinzeitlichen Bodendenkmales befindet.
Im späten 17. Jahrhundert gab es in Rißsing sieben Gehöfte leicht unterschiedlicher Größe und wirtschaftlicher Ausrichtung. Der Weiler zählte damals wohl etwa 40 – 50 Seelen.
Rissing war ein Gemeindeteil der Gemeinde Vilzing, die am 1. Juli 1972 nach Chammünster eingemeindet wurde. Durch die Eingemeindung von Chammünster in die Stadt Cham am 1. Mai 1978 wurde Rissing ein Gemeindeteil von Cham.
Heute hat das Dorf etwa 90 Einwohner.

## Verkehrsanbindung
Über Gemeindestraßen ist die zwei Kilometer westlich verlaufende B 20 erreichbar. Dort bestehen bei Traitsching wochentags auch sporadische Anbindungen an den ÖPNV.